# Oak Ridge Cemetery

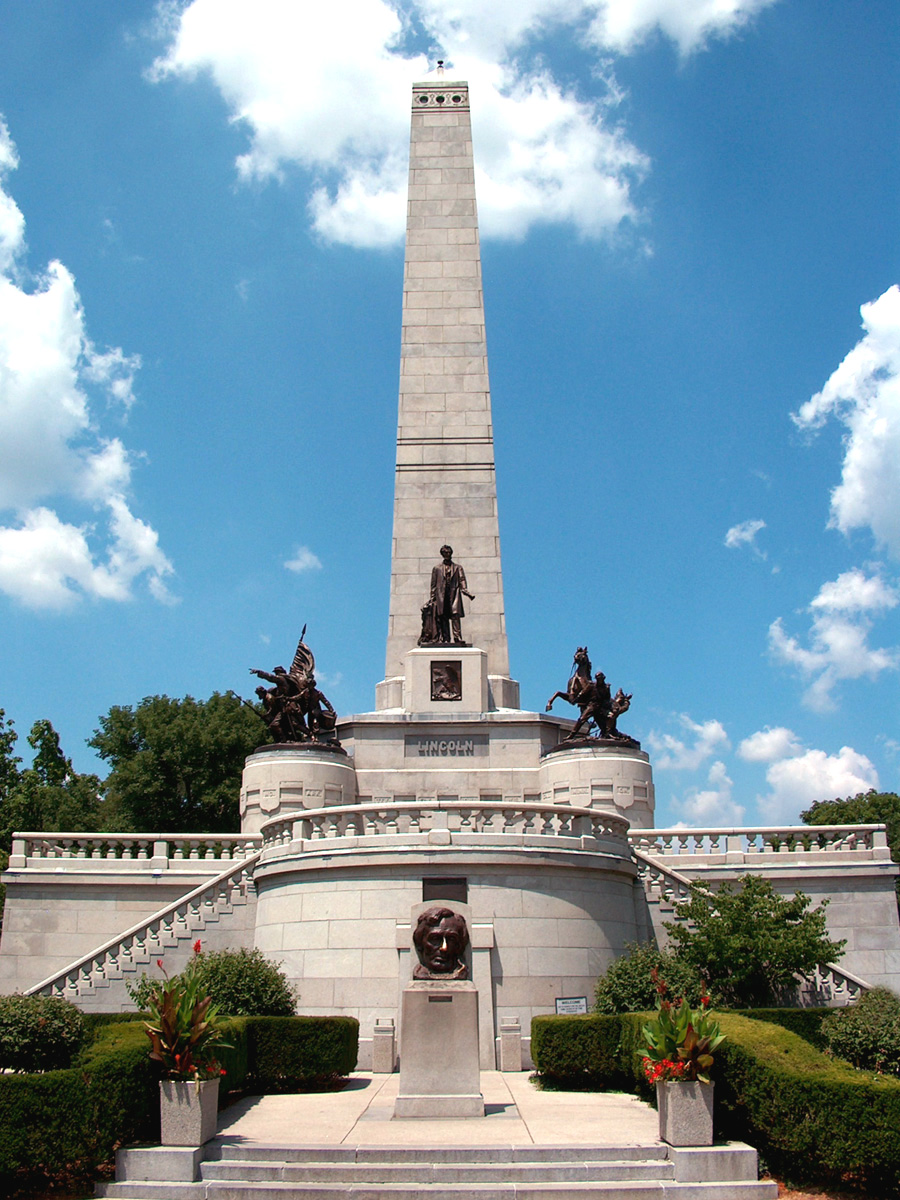
Lincolns mausoleum på Oak Ridge Cemetery

Oak Ridge Cemetery är en begravningsplats i Springfield i delstaten Illinois, USA. Här finns mausoleet Lincoln Tomb där Abraham Lincoln, hans hustru och tre av deras fyra söner är begravda. Ett antal andra politiker och framstående personer från Illinois är också begravda på Oak Ridge Cemetery.
På grund av Lincoln Tomb är Oak Ridge Cemetery den näst mest besökta begravningsplatsen i USA, efter Arlington National Cemetery.
Oak Ridge Cemetery togs i bruk 1855. Ytan är 55 hektar. Begravningsplatsen har ingått i National Register of Historic Places sedan 1995 (Lincoln Tomb sedan 1966). 